# Singly Occupied Molecular Orbital

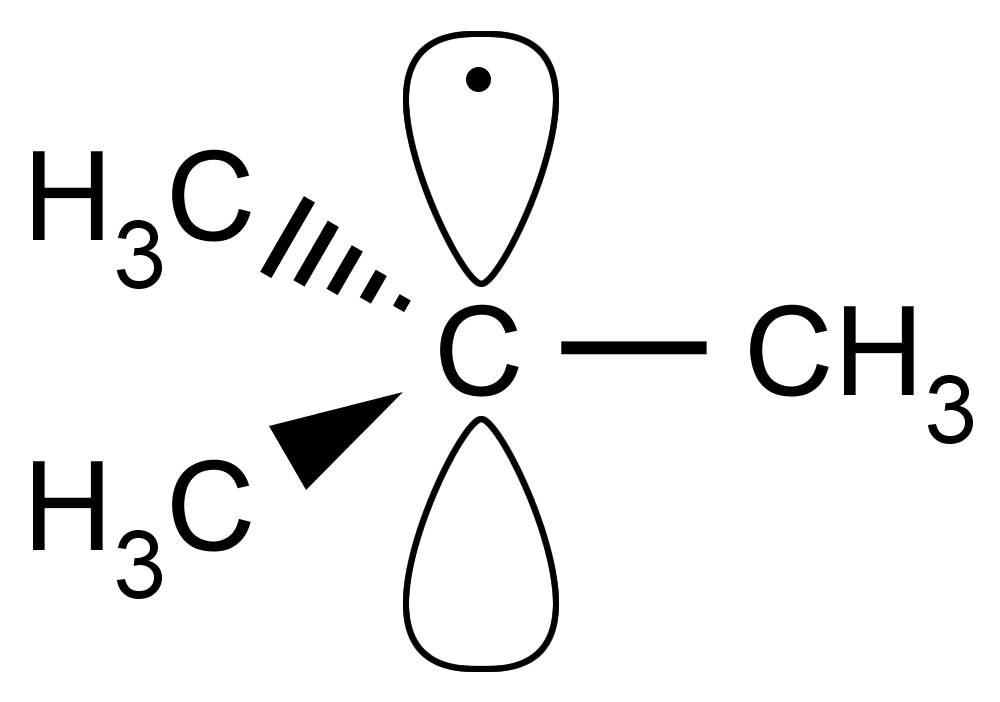
Das tert-Butylradikal mit dargestelltem SOMO.

Singly Occupied Molecular Orbital (SOMO, engl.) ist ein einfach besetztes Molekülorbital.
Das SOMO beschreibt also Orbitale, in denen sich einzelne, ungepaarte Elektronen befinden, so wie sie beispielsweise in Radikalen auftreten. Ungepaarte Elektronen sind sehr reaktiv, da sie bestrebt sind einen gepaarten Zustand zu erreichen, jedoch gibt es auch Ausnahmen, wie beim Stickstoffmonoxid, falls zum Beispiel eine Paarung der Elektronen in einem antibindenden Orbital erfolgt.
Der Raum der größten Aufenthaltswahrscheinlichkeit des ungepaarten Elektrons, zum Beispiel in Alkylradikalen, kann mithilfe des SOMO beschrieben werden und macht Reaktionen wie die radikalischen Substitution verständlicher.